# Soldier On
Soldier On è una canzone della band punk rock Inglese Dogs. Pubblicata il 13 novembre 2006, la canzone è stata successivamente inserita nel secondo album della band: Tall Stories from Under the Table. Ha raggiunto la 149ª posizione nella Official Singles Chart.

## Tracce
1. Soldier On – 3:22